# One After 909
One After 909 is een nummer van The Beatles, oorspronkelijk verschenen op het album Let It Be maar reeds door John Lennon op het einde van de jaren 1950 geschreven. Zoals gewoonlijk is het nummer toegeschreven aan Lennon-McCartney.

## Opname
Tijdens opnames op 5 maart 1963 namen The Beatles de single From Me to You op, en B-kant Thank You Girl. Daarna nam het viertal vijf takes op van One After 909. Deze sessie kwam terecht op het verzamelbum Anthology 1 uit 1995.
De opname die op Let It Be zou terechtkomen vond zes jaar later plaats op het gebouw van de Apple Studios in Savile Row, Londen, tijdens het Rooftop Concert. Net zoals Dig a Pony en I've Got a Feeling is de Rooftop-versie de uiteindelijke versie die op het album terechtkwam. Net na het nummer zingt Lennon een gewijzigde versie van de eerste zin van de traditionele Ierse ballade Danny Boy. Producer Phil Spector voegde de Danny Boy-verwijzing toe aan het album, maar dit werd weggelaten in Let It Be... Naked.

## Muzikanten
Bezetting op de versies Let It Be en Let It Be... Naked (Rooftop Concert opname) volgens Mark Lewisohn:
- John Lennon – zang, ritmegitaar
- Paul McCartney – achtergrondzang, basgitaar
- George Harrison – leadgitaar
- Ringo Starr – drums
- Billy Preston – elektrische piano

Anthology 1 versie volgens Ian MacDonald:
- John Lennon – leadzang, ritmegitaar, harmonica
- Paul McCartney – zang, basgitaar
- George Harrison – leadgitaar
- Ringo Starr – drums